# む
む або ム (/mu/; МФА: [mu] • [mɯ]; укр. му) — склад в японській мові, один зі знаків японської силабічної абетки кана. Становить 1 мору. Розміщується у комірці 3-го рядка 7-го стовпчика таблиці ґодзюон.

## Короткі відомості

### Опис
Фонема сучасної японської мови. Складається з одного приголосного звука та одного неогубленого голосного заднього ряду високого піднесення /u/ (う).
| Губно-губний носовий: |  | /m/ → | む | [mɯ] |  |

До XII століття む використовувалась замість ん.

### Порядок
Місце у системах порядку запису кани:
- Порядок ґодзюону: 33.
- Порядок іроха: 23. Між ら і う.

### Абетки
- Хіраґана: む

Походить від скорописного написання ієрогліфа 武 (му, воїн).
- Катакана: ム

Походить від скорописного написання верхньої частини ієрогліфа 牟 (му, поглинання).
- Манйоґана: 牟 • 武 • 無 • 模 • 務 • 謀 • 六

### Транслітерації
- Кирилиця:
Система Поліванова: МУ (му).
Альтернативні системи: МУ (му).
- Латинка
Система Хепберна: MU (mu).
Японська система: MU (mu).
JIS X 4063: mu
Айнська система: MU (mu).

### Інші системи передачі
- Шрифт Брайля:
| ●● －● ●● |
- Радіоабетка: МУсен но МУ (無線のム; «му» безпровідника)
- Абетка Морзе: －